# حديدان في كليز (مسلسل)
حديدان في كليز هو مسلسل كوميدي مغربي عُرض سنة 2017، من تأليف إبراهيم بوبكدي، وإخراج إبراهيم شكيري، وبطولة كل من كمال كاظمي، وعزيز داداس، وفاطمة وشاي، وصلاح الدين بنموسى، وسعاد الوزاني. تدور أحداث المسلسل حول رحلة عبر الزمن تقود حديدان إلى حي كليز بمدينة مراكش، وهو يحمل قطعًا ذهبية تعود إلى زمن غابر، ليجد نفسه وسط واقع معيشي جديد لا يشبه ما اعتاده، ويسير بين مظاهر الحداثة محاولًا التأقلم مع زمن مختلف تمامًا عن زمنه الأصلي.

## قصة المسلسل
بينما كان حديدان في الغابة يستريح من سفره هو وحماره، وقع بصره مصادفةً على مشهد مريب: مجموعة من قطاع الطرق الملثمين يوارون كنزًا ضخمًا من الذهب داخل مغارة سرية تحت الأرض. وما إن شعروا بوجوده حتى لاحقوه، فادّعى العمى ونجا بدهائه من قبضتهم. وبعد أن تأكد من ابتعادهم، عاد لاستكشاف المكان، فوجد نفسه في قلب المغارة، وسط كنوزٍ تلمع ببريق الأزمنة الغابرة. بذكائه المعهود، أخفى الكنز في مكان آمن، وأخذ معه بضع قطع ذهبية قبل أن يغادر.
لكن القدر لم يكن رحيمًا، إذ أن زعيم اللصوص لم يكن سوى جعفر، مستشار الحاكم، وهو رجلٌ دموي وصولي لا يرحم، جن جنونه حين علم باختفاء الكنز، وأطلق مطاردة شرسة بحق حديدان، الذي بات هدفًا له ولأفراد عصابته.
هرب حديدان ولجأ إلى صديقه المخلص قاسم، الرجل الحكيم الذي يقضي أيامه في مختبره يصنع التركيبات الكيميائية العجيبة. غير أن العصابة سرعان ما توصلت إلى مكان اختبائه، فاضطر حديدان للاختباء داخل صندوق غريب الشكل، دون أن يدري أن ذلك الصندوق ما هو إلا بوابة سرية إلى ممر الزمن.
في غمضة عين، يجد حديدان نفسه في قلب القرن الحادي والعشرين، تحديدًا وسط حفلة تنكرية صاخبة في مدينة مراكش. يرتبك، يصرخ، فيثير الفوضى، فيهبّ الحراس ويقذفونه خارج المكان إلى الشارع، حيث يصطدم بحياة لم يألفها: عربات تندفع بسرعة، أضواء متلألئة، وضجيج لا ينتهي. يسقط مغشيًا عليه وسط زحام المدينة الحديثة.
حين يستفيق، يكون في غرفة مستشفى محاطًا بوجوه غريبة ولهجات غامضة. سرعان ما يدرك من تعليقات المحيطين به أنه انتقل عبر الزمن. وبينما يغادر المستشفى، يلتقي برجل يُدعى بوشعيب، نسخة حديثة منه: ماكر، مخادع، ولمع الجشع في عينيه ما إن رأى قطعة الذهب التي أخرجها حديدان لدفع فاتورة علاجه.
من هنا، تبدأ مغامرة جديدة: حديدان وبوشعيب يجوبان شوارع حي كليز في مراكش، وسط عوالم الحداثة والتناقضات، بحثًا عن مفتاح العودة إلى الزمن الذي ينتمي إليه، بينما يلاحقه شبح جعفر.

## طاقم التمثيل
- كمال كاظمي بدور حديدان
- عزيز داداس بدور بوشعيب
- فاطمة وشاي بدور حليمة
- صلاح الدين بنموسى بدور ميمون
- سعاد الوزاني بدور عائشة
- عبد الصمد الغرفي بدور حمزة
- محمد باهزاد بدور عزيز
- كليلة بونعيلات بدور السعدية
- محمد خيي بدور جعفر
- فضيلة بن موسى بدور حادة
- رفيق بوبكر بدور صلاح
- أسماء الخمليشي بدور عايدة
- عبد الرحيم المنياري بدور لحسن
- فاطمة الزهراء بناصر بدور حبيبة
- أحمد يرزيز بدور النزق
- عالية الركاب بدور كلثوم
- زهور السليماني بدور الباتول
- فاطمة الزهراء الإبراهيمي بدور مريم

## وصلات خارجية
- حديدان في كليز على موقع قاعدة بيانات الأفلام العربية